# Paris-Bourges
Paris-Bourges er et fransk endagsløb i landevejscykling som foregår i midten af oktober. Løbet går fra Paris til Bourges i departementet Cher. Den første udgave blev afholdt i 1913 og frem til 1949 var det et løb for amatører. Siden 1990 er løbet blevet arrangeret årligt.

## Vindere
| År                        | Vinder                   | Toer                      | Treer                     |        |
| ------------------------- | ------------------------ | ------------------------- | ------------------------- | ------ |
| for amatører              |                          |                           |                           |        |
| 1913                      | René Pichon              | Guillaume Bonnet          | Charles Juseret           |        |
| 1914-1916 ikke arrangeret |                          |                           |                           |        |
| 1917                      | Charles Juseret          | Hubert Noel               | Eugène Platteau           |        |
| 1918-1921 ikke arrangeret |                          |                           |                           |        |
| 1922                      | Marcel Godard            | Jean Hillarion            | Omer Beaugendre           |        |
| 1923                      | Jean Brunier             | Charles Juseret           | Georges Detreille         |        |
| 1924                      | Marcel Bidot             | Marcel Gobillot           | Paul Lesault              |        |
| 1925                      | Gaston Deschamps         | Hector Denis              | Robert Souderès           |        |
| 1926-1927 ikke arrangeret |                          |                           |                           |        |
| 1928                      | Fernand Bruynooghe       | André Sauvage             | René Wetzel               |        |
| 1929                      | Théodore Ladron          | André Dumont              | Léon Le Calvez            |        |
| 1930-1931 ikke arrangeret |                          |                           |                           |        |
| 1932                      | Narcisse Mattuizi        | Raymond Prod'homme        | Riccardo Rodighiero       |        |
| 1933                      | Robert Petit             | Albert Carapezzi          | Louis Thiétard            |        |
| 1934-1946 ikke arrangeret |                          |                           |                           |        |
| 1947                      | Albert Bourlon           | Georges Barré             | François Person           |        |
| 1948                      | Marcel Dussault          | Maurice Hougron           | Gino Sciardis             |        |
| for profesionelle         |                          |                           |                           |        |
| 1949                      | Marcel Dussault          | Nello Sforacchi           | Jacques Marinelli         |        |
| 1950                      | Amand Audaire            | Galliano Pividori         | Marius Bonnet             |        |
| 1951                      | Jean-Marie Goasmat       | Jacques Marinelli         | Pierre Mancisidor         |        |
| 1952                      | Stanislas Bober          | André Brulé               | Amand Audaire             |        |
| 1953                      | Robert Varnajo           | André Darrigade           | Pierre Molinéris          |        |
| 1954                      | Jean Stablinski          | Norbert Esnault           | Gilbert Loof              |        |
| 1955                      | Jean-Marie Cieleska      | Fernand Picot             | Gilbert Bauvin            |        |
| 1956                      | Joseph Morvan            | Maurice Pèle              | André Dupré               |        |
| 1957                      | Raymond Guégan           | Michel Sallé              | Seamus Elliott            |        |
| 1958-1970 ikke arrangeret |                          |                           |                           |        |
| 1971                      | Walter Ricci             | Guy Santy                 | Francis Ducreux           |        |
| 1972                      | Cyrille Guimard          | Jean-Pierre Danguillaume  | José Catieau              |        |
| 1973                      | Roland Berland           | Yves Hézard               | Jean-Pierre Genet         |        |
| 1974                      | Barry Hoban              | Régis Ovion               | Charles Rouxel            |        |
| 1975                      | Jean-Pierre Danguillaume | Bernard Hinault           | Raymond Poulidor          |        |
| 1976                      | Jean-Luc Molinéris       | Raymond Martin            | André Gevers              |        |
| 1977                      | Régis Delépine           | Pierre-Raymond Villemiane | Patrick Perret            |        |
| 1978                      | Régis Ovion              | Joop Zoetemelk            | Patrick Friou             |        |
| 1979                      | Jean-René Bernaudeau     | Régis Ovion               | René Bittinger            |        |
| 1980                      | Yves Hézard              | Gilbert Duclos-Lassalle   | Phil Anderson             |        |
| 1981                      | Francis Castaing         | Didier Vanoverschelde     | Marc Madiot               |        |
| 1982                      | Didier Vanoverschelde    | Jean-François Chaurin     | Pierre-Raymond Villemiane |        |
| 1983                      | Stephen Roche            | Marc Madiot               | Phil Anderson             |        |
| 1984                      | Seán Kelly               | Francis Castaing          | Laurent Biondi            |        |
| 1985                      | Niki Rüttimann           | Gilbert Duclos-Lassalle   | Éric Caritoux             |        |
| 1986                      | Dominique Lecrocq        | Seán Kelly                | Francis Castaing          |        |
| 1987                      | Kim Andersen             | Jean-Marc Manfrin         | Régis Simon               |        |
| 1988                      | Patrice Esnault          | Charly Mottet             | Jean-Claude Colotti       |        |
| 1989 ikke arrangeret      |                          |                           |                           |        |
| 1990                      | Laurent Jalabert         | Steffen Wesemann          | Dan Radtke                |        |
| 1991                      | Andrei Tchmil            | Marek Kulas               | Tom Desmet                |        |
| 1992                      | Wilfried Nelissen        | Bruno Cornillet           | Peter Van Petegem         |        |
| 1993                      | Bruno Cornillet          | Herman Frison             | Laurent Desbiens          |        |
| 1994                      | Lars Michaelsen          | Peter Meinert             | Edwig Van Hooydonck       |        |
| 1995                      | Daniele Nardello         | Lars Michaelsen           | Jean-Pierre Heynderickx   |        |
| 1996                      | Tristan Hoffman          | Pascal Chanteur           | Gérard Rué                |        |
| 1997                      | Laurent Roux             | Peter Van Petegem         | Ludo Dierckxsens          |        |
| 1998                      | Ludo Dierckxsens         | Laurent Brochard          | Maarten den Bakker        |        |
| 1999                      | Daniele Nardello         | Andrei Tchmil             | Laurent Brochard          |        |
| 2000                      | Laurent Brochard         | Chris Peers               | Bo Hamburger              |        |
| 2001                      | Florent Brard            | Nico Mattan               | Scott Sunderland          |        |
| 2002                      | Allan Johansen           | Geert Van Bondt           | Charles Guilbert          |        |
| 2003                      | Jens Voigt               | Florent Brard             | Nicolas Fritsch           |        |
| 2004                      | Jérôme Pineau            | Martin Elmiger            | Davide Rebellin           |        |
| 2005                      | Lars Bak                 | Benoît Vaugrenard         | Grégory Rast              |        |
| 2006                      | Thomas Voeckler          | Aljaksandr Vusaw          | Stuart O'Grady            |        |
| 2007                      | Romain Feillu            | Aurélien Clerc            | Aljaksandr Vusaw          |        |
| 2008                      | Bernhard Eisel           | Cédric Pineau             | Anthony Charteau          |        |
| 2009                      | André Greipel            | Juan José Haedo           | Aljaksandr Vusaw          |        |
| 2010                      | Anthony Ravard           | Romain Feillu             | Matti Breschel            |        |
| 2011                      | Mathew Hayman            | Baden Cooke               | Greg Henderson            |        |
| 2012                      | Florian Vachon           | Nacer Bouhanni            | John Degenkolb            |        |
| 2013                      | John Degenkolb           | Arnaud Démare             | Samuel Dumoulin           |        |
| 2014                      | John Degenkolb           | Jawhen Hutarovitj         | Giacomo Nizzolo           |        |
| 2015                      | Sam Bennett              | Nacer Bouhanni            | Giacomo Nizzolo           |        |
| 2016                      | Sam Bennett              | Aleksandr Porsev          | Rudy Barbier              |        |
| 2017                      | Rudy Barbier             | Marc Sarreau              | Jérémy Lecroq             |        |
| 2018                      | Valentin Madouas         | Bryan Coquard             | Christophe Laporte        |        |
| 2019                      | Marc Sarreau             | Tom Van Asbroeck          | Amaury Capiot             |        |
| 2021                      | Jordi Meeus              | Arnaud Démare             | Niccolò Bonifazio         |        |
| 2022                      | Jasper Philipsen         | Arnaud Démare             | Bryan Coquard             |        |
| 2023                      | Arnaud Démare            | Arnaud De Lie             | Jordi Meeus               |        |
| 2024                      | aflyst                   | aflyst                    | aflyst                    | aflyst |
| 2025                      | aflyst                   | aflyst                    | aflyst                    | aflyst |